# Мастерс Індіан-Веллс 2000
Мастерс Індіан-Веллс 2000 (також відомий під назвою Tennis Masters Series Indian Wells) — тенісний турнір, що проходив на відкритих кортах з твердим покриттям. Це був 27-й турнір Мастерс Індіан-Веллс. Належав до серії ATP Masters в рамках Туру ATP 2000, а також до серії Tier I в рамках Туру WTA 2000. І чоловічі, і жіночі змагання відбулись на щойно побудованому Indian Wells Tennis Garden в Індіан-Веллсі (США), з 6 до 20 березня 2000 року.

## Переможниці та фіналістки

### Одиночний розряд, чоловіки
Алекс Корретха —  Томас Енквіст, 6–4, 6–4, 6–3
- Для Корретхи це був 1-й титул за рік і 10-й загалом. Це був його 1-й титул Мастерс за сезон і 2-й загалом.

### Одиночний розряд, жінки
Ліндсі Девенпорт —  Мартіна Хінгіс 4–6, 6–4, 6–0
- Для Девенпорт це був 2-й титул за сезон і 28-й — за кар'єру. Це був її 1-й титул Tier I за сезон і 5-й — за кар'єру. Це була її 2-га перемога на цьому турнірі після 1997 року.

### Парний розряд, чоловіки
Алекс О'Браєн /  Джаред Палмер —  Паул Гаргейс /  Сендон Столл 6–4, 7–6(7–5)

### Парний розряд, жінки
Ліндсі Девенпорт /  Коріна Мораріу —  Анна Курнікова /  Наташа Звєрєва, 6–2, 6–3